# Мастерская Черниковых
ООО «Мастерская Черниковых» — российская частная компания, занимающаяся производством и продажей продукции русских народных промыслов. Работает с 2000 года под руководством генерального директора Ольги Черниковой. Специализируется главным образом на валенках и прочих изделиях ручной работы, бренд одежды в стиле slow fashion. Победитель всероссийских конкурсов социального предпринимательства.

## История
Предприятие основано в начале 2000 года предпринимательницей Ольгой Черниковой, которая ранее в течение нескольких лет проживала в Нигерии, где в составе девелоперской компании участвовала в строительстве офтальмологической клиники. Идея о создании собственной компании, специализирующейся на русских народных промыслах, пришла к ней после посещения родной деревни в Тамбовской области и ознакомления с местной технологией изготовления валенков: «Мы сейчас ездим по разным странам, восхищаемся традициями разных народов, зачастую забывая, как много есть у нас самих. У меня огромное желание показать людям, какая красивая у нас страна, какие прекрасные вещи мы способны создавать».
Основу ассортимента составили разноцветные валенки необычного фасона с ортопедическими подошвами и супинаторами, украшенные узорами и орнаментами ручной работы — ежегодно выпускалось около 3000-3500 пар. Позже с ростом популярности предприятие освоило выпуск сопутствующей продукции: вязанных носков, шапок, варежек, войлочных сумок, подушек, одежды из лёна и конопли, плетёных корзин, мягких игрушек, полотенец, подарков и разнообразных сувенирных изделий. Дополнительно было освоено приготовление пищевых продуктов русской кухни, в том числе выпекание домашнего хлеба и производство варенья.
Начиная с 2009 года на территории Новоспасского монастыря работает интерактивный музей «Мастерской Черниковых», где каждый посетитель может померить народные костюмы, попробовать травяные чаи и еловые коктейли, ознакомиться с прочими аспектами русских традиционных промыслов. Музей регулярно участвует в международной акции «Ночь музеев».
В 2012 и 2013 годах «Мастерская Черниковых» дважды подряд побеждала в зачёте всероссийского конкурса социальных предпринимателей фонда региональных социальных программ «Наше будущее» и дважды получала беспроцентные займы в качестве награды. Первый заём был потрачен на сырьё и различное вспомогательное оборудование, второй заём пошёл на приобретение японского вышивального аппарата, способного выполнять работу высокой сложности. В 2014 году компания стала участницей социального предпринимательского проекта «Больше, чем покупка!», в рамках которого валенки и прочая продукция мастерских поступили в продажу на московских заправочных станциях нефтяной компании «Лукойл».
«Мастерская Черниковых» регулярно участвует в крупных выставках и ярмарках, проводит мастер-классы по выпечке ржаного хлеба, засолке огурцов и капусты, занимается оформлением тематических мероприятий. Ольга Черникова, также являющаяся членом Союза дизайнеров Москвы, считает свой бизнес в первую очередь социальным, нежели коммерчески ориентированным: «Мы берём традицию и даём ей вторую жизнь. Ту красоту, которая пришла к нам из прошлого, мы переносим в сегодняшний день. И она звучит свежо и актуально. В этом и есть социальность проекта — помочь людям понять и полюбить свою культуру, полюбить страну, в которой мы живем».

## Отзывы
Обозревательница журнала Forbes в 2010 году охарактеризовала компанию как единственного российского производителя валенков, имеющего блог в Живом Журнале и страницу на Facebook.
Известная актриса Инна Чурикова является большой поклонницей «Мастерской Черниковых», посещает многие их мероприятия и имеет в коллекции множество их изделий: «Они создали совершенно замечательные валенки, когда к ним входишь — это самый настоящий музей валенок. Дай Бог, что бы никто не помешал делу, которое они придумали и которому они усердно преданы». 